# Vielmanay
Vielmanay ist eine französische Gemeinde mit 175 Einwohnern (Stand: 1. Januar 2022) im Département Nièvre in der Region Bourgogne-Franche-Comté. Sie gehört zum Arrondissement Cosne-Cours-sur-Loire und zum Kanton Pouilly-sur-Loire. Die Bewohner werden Vielmanois und Vielmanoises genannt.

## Nachbargemeinden
Vielmanay liegt etwa 29 Kilometer nordnordwestlich von Nevers. An der südlichen Gemeindegrenze verläuft der Fluss Mazou.
Nachbargemeinden von Vielmanay sind Suilly-la-Tour im Norden, Sainte-Colombe-des-Bois im Norden und Nordosten, Châteauneuf-Val-de-Bargis im Osten, Nannay im Osten und Südosten, Narcy im Süden sowie Garchy im Westen.

## Bevölkerungsentwicklung
| Jahr                       | 1962 | 1968 | 1975 | 1982 | 1990 | 1999 | 2006 | 2011 | 2016 |
| Einwohner                  | 247  | 229  | 176  | 184  | 190  | 182  | 183  | 192  | 181  |
| Quellen: Cassini und INSEE |      |      |      |      |      |      |      |      |      |

## Sehenswürdigkeiten
- Kirche Saint-Pierre aus dem 15. Jahrhundert, seit 1929 als Monument historique eingeschrieben
- Klosterruine Coche aus dem 12. Jahrhundert, von Hugenotten im 16. Jahrhundert zerstört
- Burgruine von Vieux-Moulin aus dem 13. Jahrhundert, Fassaden und Dächer seit 1971 als Monument historique eingeschrieben

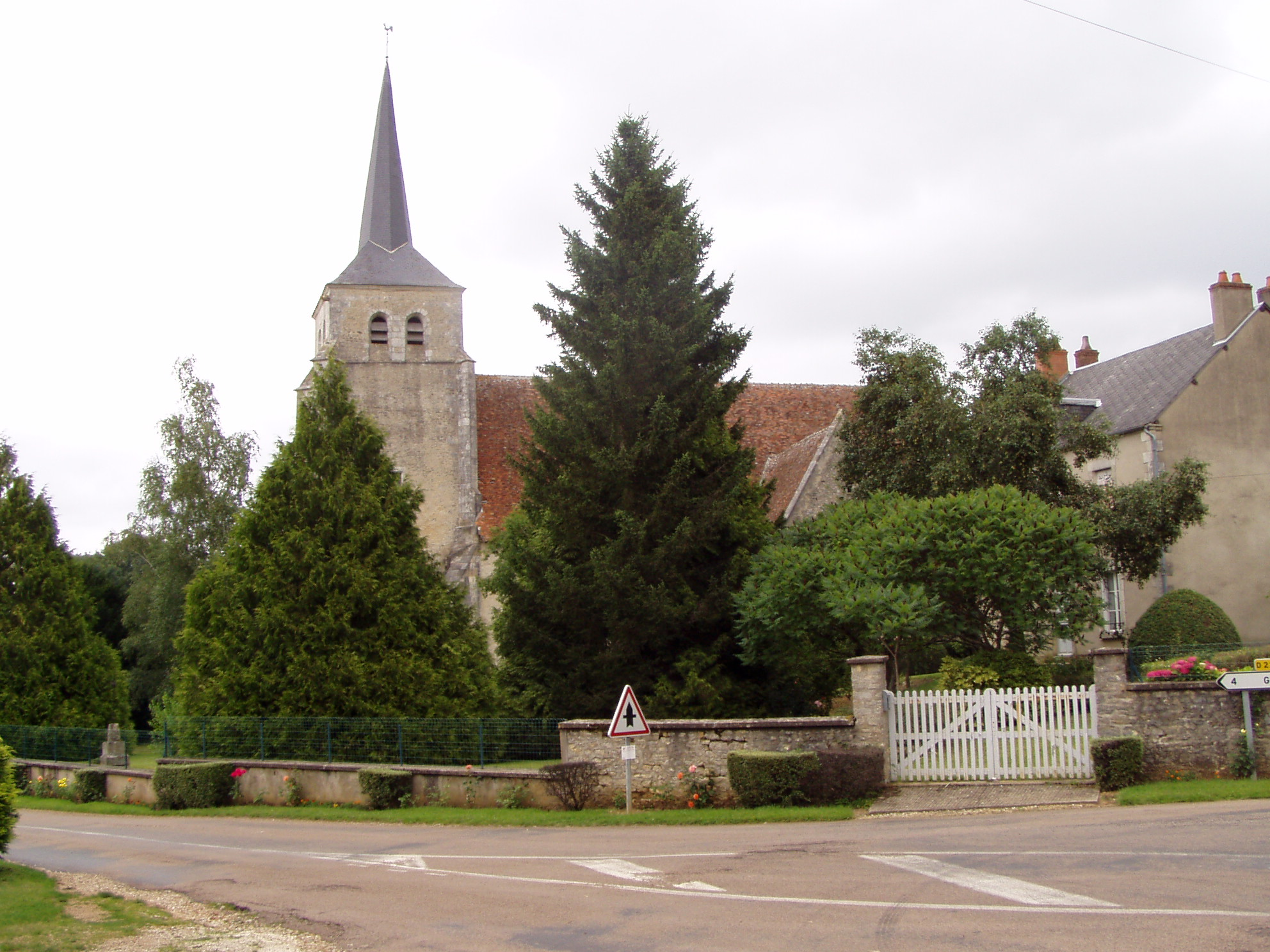
Kirche Saint-Pierre
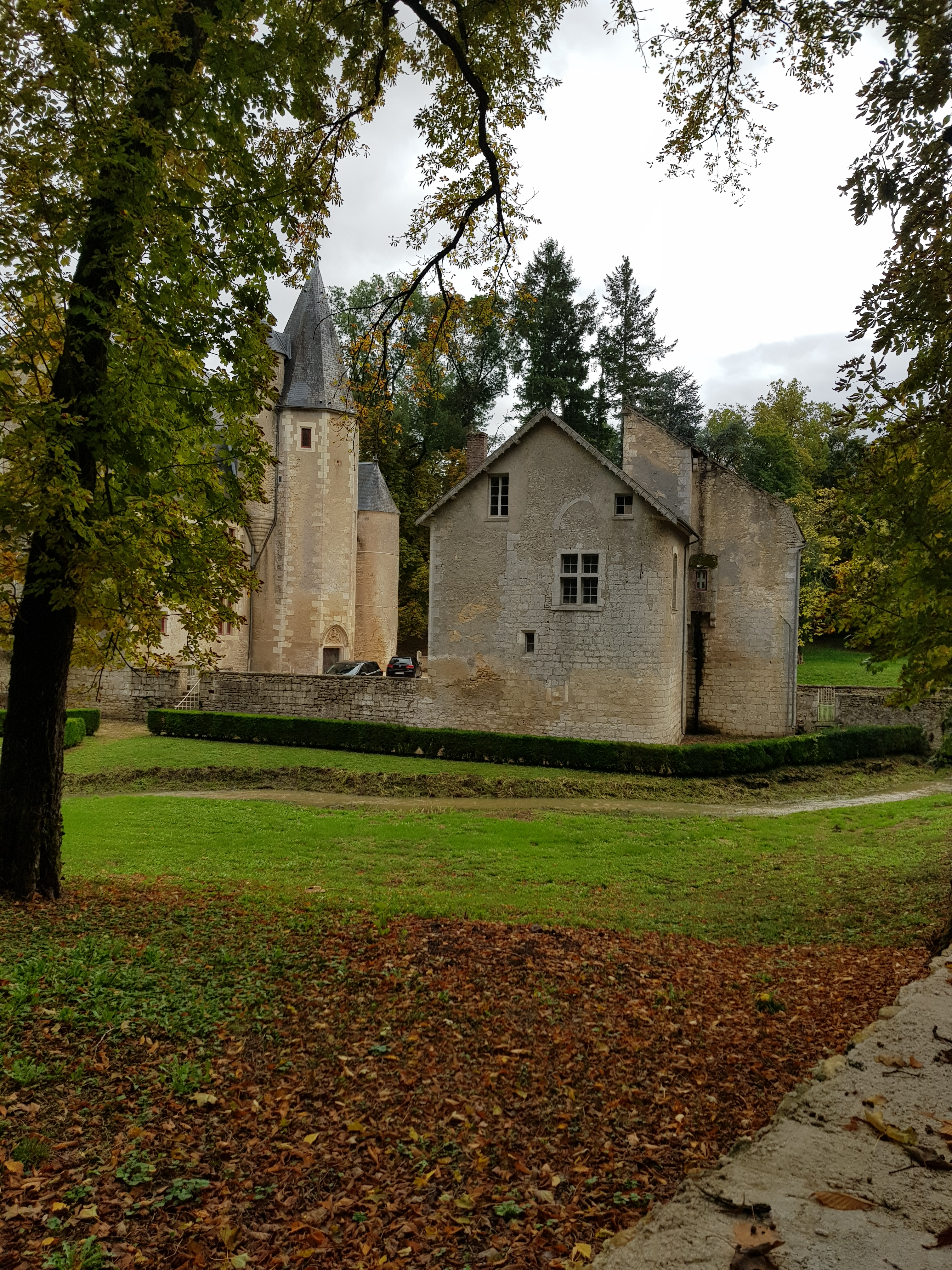
Burgruine von Vieux-Moulin